# Pleumeur-Bodou
Pleumeur-Bodou (tiếng Breton: Pleuveur-Bodoù) là một xã của tỉnh Côtes-d'Armor, thuộc vùng Bretagne, tây bắc Pháp.

## Dân số
Người dân ở Pleumeur-Bodou được gọi là Pleumeurois.